# نوغوراب (مقاطعة فومن)
نوغوراب (بالفارسية: نوگوراب) هي قرية تقع في غيلان في إيران. يقدر عدد سكانها بـ 378 نسمة بحسب إحصاء 2016.